# Mon oncle Antoine
Mon oncle Antoine (Mon oncle Antoine) è un film del 1971 diretto da Claude Jutra.

## Trama
La maggior parte della popolazione maschile adulta di una piccola cittadina canadese lavora ai locali giacimenti di amianto, che regolarmente mietono vittime fra i minatori, delle quali si prende cura Antoine, imprenditore di pompe funebri nonché proprietario del "Magasin Général", il grande emporio del luogo. Il nipote di Antoine, l'adolescente Benoit, orfano, vive con lo zio Antoine e sua moglie Cécile, insieme alla coetanea Carmen – una ragazza in qualche modo estraniata dal padre, e che ha un flirt con Benoit – ed entrambi prestano aiuto presso l'attività commerciale di Antoine e signora, insieme al commesso Fernand, un giovane uomo dagli appetiti sessuali variegati (fa la corte a Cécile ma non disdegna atteggiamenti prevaricatori e l'attività di voyeurismo verso Carmen).
Il Magasin Général funge anche da principale luogo di incontro e socializzazione per gli abitanti del paese, di ogni età. Ed è qui che, una vigilia di Natale, buona parte della popolazione si raduna, nell'accoglienza gentile di Antoine e delle bottiglie di liquore che egli generosamente ammanisce agli adulti, in primo luogo a sé stesso, e negli avvenimenti curiosi, teneri, dolorosi, e a volte piccanti che vi accadono.
Jos Poulin, un altro abitante del luogo, si era allontanato dalla sua famiglia per qualche giorno allo scopo di far legna presso una riserva forestale demaniale. Quasi contemporaneamente, il suo figlio maggiore Marcel si ammala, ed in breve tempo – con Jos assente -  muore. Ed è proprio la vigilia di Natale. La signora Poulin telefona all'emporio di Antoine, dove intanto si stavano effettuando i festeggiamenti, per far prelevare il cadavere. Antoine e il nipote Benoit partono, con un carro trainato da un cavallo, per raggiungere la frazione del paese, a qualche distanza, nella quale abitano i Poulin. Antoine è munito di qualche bottiglia di liquore, per sopportare i rigori invernali.
Quando arrivano dai Poulin, Antoine è alticcio. Quando – nel mezzo di una tempesta di neve - ritornano verso l'emporio con il cadavere, la bara cade dal carro, e Antoine è troppo ubriaco per riuscire ad aiutare Benoit a recuperarla. Benoit riesce a riportare solo lo zio a casa: il cadavere di Marcel rimane sul sentiero innevato.
È da tempo passata la mezzanotte: al Magasin Général tutti gli ospiti se ne sono andati, Carmen – dopo aver aspettato invano Benoit per gran parte della notte – dorme, mentre Fernand e Cécile (che ha circa il doppio degli anni di lui) non si sono peritati di avere notizie di Antoine e del nipote, e si sono concessi una notte d'amore.
Fernand preleva all'ingresso di casa e accompagna all'interno il completamente obnubilato Antoine, e poi, insieme a Benoit, sul calesse ripercorre le tracce del carro, nella speranza di ritrovare la bara – sarebbe infatti una pessima pubblicità per una ditta di pompe funebri quella di aver perso un cadavere. Niente da fare: i due giungono all'abitazione dei Poulin e vedono, attraverso le finestre, l'attonita famiglia riunita attorno alla bara di Marcel, che evidentemente Jos, che era ritornato da poco, aveva rinvenuto.    